# طواف بكين 2014
طواف بكين 2014 (بالإنجليزية: 2014 Tour of Beijing)‏ هو سباق دراجات هوائية، وهو الموسم رقم 4 من السباق، وأقيم في 2013، وأقيم خلال الفترة 10 أكتوبر 2014، وحتى 14 أكتوبر 2014، وامتدّ لمسافة 764.5 كيلومتر، وهو أحد سباقات طواف العالم للدراجات 2014، وهو من نوع سباق المرحلة.
فاز فيه بالمركز الأول فيليب جيلبير، وبالمركز الثاني دانيال مارتن، وبالمركز الثالث استيبان تشافيس.

## الفرق
| فرق برو (17)- AG2R La Mondiale - Belkin - BMC Racing Team - Liquigas ‏ - Team Europcar - FDJ.fr - Garmin-Sharp - Giant-Shimano - Katusha - Lampre-Merida - Lotto-Belisol - Movistar Team - Omega Pharma-Quick Step - Orica-GreenEDGE - Sky - Tinkoff-Saxo - Trek Factory Racing |  |
| |  |

## الفائزون
| الترتيب | الفائز         |
| ------- | -------------- |
| الفائز  | فيليب جيلبير   |
| الثاني  | دان مارتن      |
| الثالث  | استيبان تشافيس |

## وصلات خارجية
- الموقع الرسمي
- طواف بكين 2014 على موقع إحصائيات الدراجات الإحترافية (الإنجليزية)